# Jorgelina Cravero
Jorgelina Cravero (San Francisco, 1982. január 23.) argentin teniszezőnő. 2000-ben kezdődött profi pályafutása, ez idő alatt 13 egyéni és 28 páros ITF-torna győzelmet szerzett. Legjobb világranglistán elért helyezése százhatodik volt, ezt 2007 szeptemberében érte el.

## Eredményei Grand Slam-tornákon

### Egyéniben
| Torna           | 2007   |
| --------------- | ------ |
| Australian Open | 1. kör |
| Roland Garros   | -      |
| Wimbledon       | 1. kör |
| US Open         | 1. kör |

## Év végi világranglista-helyezései
| Év       | 1999 | 2000 | 2001 | 2002 | 2003 | 2004 | 2005 | 2006 | 2007 | 2008 |
| Helyezés | 786. | 517. | 414. | 263. | 308. | 461. | 389. | 136. | 140. | 183. |

## Külső hivatkozások
- Jorgelina Cravero profilja a WTA oldalán (angolul)
- Jorgelina Cravero profilja az ITF oldalán (angolul)
- Jorgelina Cravero profilja a Billie Jean King-kupa oldalán (angolul)